# Bad Wurzach
Bad Wurzach är en stad  i Landkreis Ravensburg i Baden-Württemberg i Tyskland. Den har nästan 15 000 invånare.

## Vänorter
Bad Wurzach har följande vänorter:
- Luxeuil-les-Bains, Frankrike, sedan 1988
- Popielów, Polen, sedan 2000
- Saint Helier, Storbritannien, sedan 2002
- Wallingford, Storbritannien, sedan 2000